# 佬酒
佬酒（罗马字转写：Lao-Lao），是老挝的一種蒸餾米酒，在该国街头随处可见，和Beerlao共同成為寮國人的主要飲品。强度更低的佬酒称为“lao-hai”，通常置于大型陶壶中，用长竹竿做成的吸管饮用。佬酒的羅馬字轉寫“lao-Lao”並不是由兩個相同的“lao”組成。事实上，這兩個“lao”在老挝语中声调不同，前一个“lao”的老挝语为“ເຫລົ້າ”，意为“酒精”，在标准语中发低降调，而后一个“Lao”的老挝语为“ລາວ”，意为“佬族”，发高升调。酒的原材料添加不同，其品质、口感和酒精濃度也会不同。Lao satoe是佬酒制作过程中的一种副产品，呈现白色，有着发酵和甘甜的口感，能使人喝醉。佬酒在制作中还会添加蜂蜜或蝎子等调味。在市面上出售的佬酒通常是无色澄清的，但亦有佬酒是橙黃色的。老挝北部琅勃拉邦的豐沙里和南部的东孔岛都是知名的佬酒产地。2000年的一份報告显示，1瓶佬酒（约750毫升）市售价格为800 - 1,000基普。。在仪式、盛宴上，根据传统，人们会奉上两杯佬酒，并通常会将一杯酒一饮而尽。